# 파스칼 랑베르

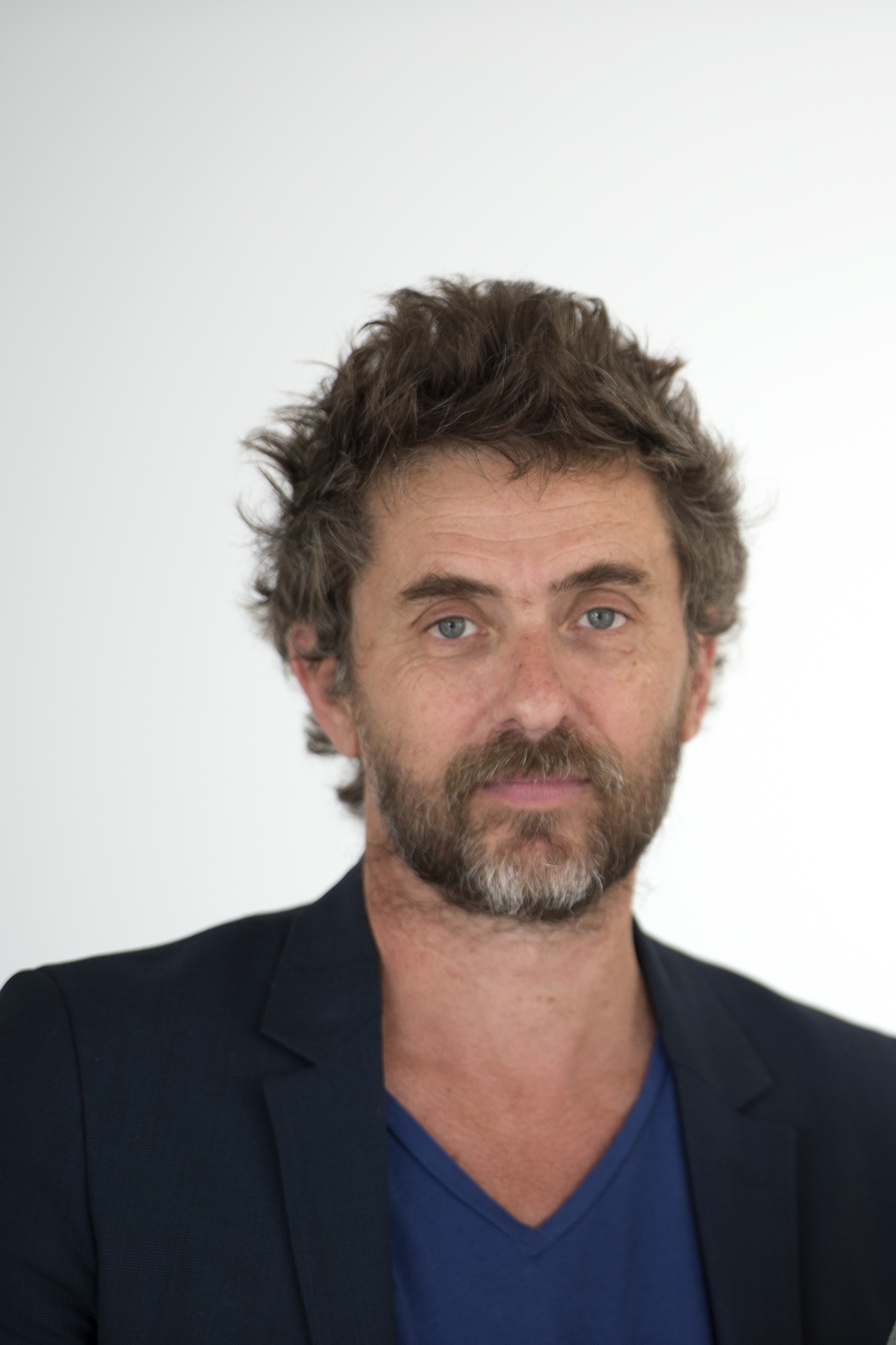
2015년 모습

파스칼 랑베르(Pascal Rambert)는 프랑스의 작가, 안무가, 무대 감독이다.

## 생애
1962년 프랑스 니스에서 태어났다. 작가, 연출가, 영화감독이면서 안무가이기도 한 그는 청소년기(16∼18세)부터 문학가로서 재능을 보였다. 그는 젊은 시절부터 플럭서스(Fluxus) 운동과 현대 철학에서 상당한 영향을 받았다. 공연 예술 분야에서 파스칼 랑베르는 안무가 피나 바우슈(Pina Bausch, 1940∼2009)와 연출가 클로드 레지(Claude Régy, 1923∼2019)에게 많은 예술적 영감을 얻었고 파리 샤이오 극장의 연극학교에서 수학하면서 프랑스의 저명한 연출가이자 이론가인 앙투안 비테즈(Antoine Vitez, 1930∼1990) 교수에게 연기와 연출을 배웠다. 그는 2007∼2017년 일 드 프랑스의 주느빌리에 극장(T2G-Théâtre de Gennevilliers)의 극장장으로서 지역 공연 문화에 생명력과 다양성을 불어넣었는데, 이 국립드라마센터는 연극, 무용, 오페라, 현대 미술, 영화, 철학 분야의 작가들의 창작 활동을 적극 지원했다. 프랑스와 미국에서는 오페라 연출력도 인정받고 있으며 그의 단편영화들은 팡탱(Pantin), 로카르노(Locarno), 미아미(Miami), 파리(Paris) 페스티벌에서 수상하며 그 작품성을 인정받고 있다.